# Maudite soit la guerre (film, 1910)
 (juillet 2025).
Ne doit pas être confondu avec Maudite soit la guerre (film, 1914).
Pour plus de détails, voir Fiche technique et Distribution.
Maudite soit la guerre est un film muet français réalisé par Louis Feuillade et sorti en 1910.

## Fiche technique
- Réalisation et scénario : Louis Feuillade
- Société de production : Société des Établissements L. Gaumont
- Pays de production : France
- Format : Muet - Noir et blanc - 1,33:1 - 35 mm
- Métrage : 189 m
- Genre : Drame
- Date de sortie : 
  - France : mai 1910

## Distribution
- Renée Carl
- Alice Tissot